# Nagios Business Process AddOns
Die Nagios Business Process AddOns werden zusätzlich zur Netzwerk-Monitoring-Software Nagios oder Icinga installiert und erweitern deren Funktionsumfang. Während bei der Monitoring-Software selbst die Überwachung einzelner Hosts oder Dienste im Mittelpunkt steht, ermöglichen die Nagios Business Process AddOns den Blick auf eine komplette Anwendung (einen "Geschäftsprozess"), die aus mehreren Hosts oder Diensten besteht.

## Einsatzgebiet
Neben dem schnellen Überblick über alle Anwendungen, können mit diesen Add-ons auch die bei Nagios bzw. Icinga verwendeten Verfügbarkeitsstatistiken ausgeweitet werden auf komplette Geschäftsprozesse. Diese Statistiken können dann eingesetzt werden um die Einhaltung von Service-Level-Agreements (SLAs) zu überwachen.
Auch die Alarmierung der Kontakt-Personen bei Ausfällen kann auf Ebene von kompletten Anwendungen erfolgen, wenn die Alarmierung auf Einzel-Komponenten-Ebene z. B. zu viele Alarme auslösen würde oder nicht gewünscht ist.
Einmal definierte Geschäftsprozesse können in anderen Geschäftsprozessen wiederum als Komponente eingebaut werden. Hierdurch wird einerseits eine Wiederverwendbarkeit ermöglicht und andererseits auch die Möglichkeit geschaffen, eine Hierarchie aufzubauen. Geschäftsprozesse können so auch auf eine baumartigen Struktur abgebildet werden.

## Business Impact Analysis
Dieser Teil der Software zeigt die gleichen Geschäftsprozesse, verwendet aber nicht die aktuell von der Monitoring-Software ermittelten Status der einzelnen Komponenten. Stattdessen werden Status dargestellt, die der Benutzer gesetzt hat. So lassen sich Auswirkungen von Ausfällen schnell simulieren. Die betroffenen Anwendungen werden visualisiert (Was-wäre-Wenn-Analyse).

## Geschichte
Die Nagios Business Process AddOns wurden 2003 im Rahmen eines Projekts bei der Sparda-Datenverarbeitung eG in Nürnberg entwickelt, weil zu diesem Zeitpunkt keine vergleichbare Lösung am Markt verfügbar war. 2007 wurden die Nagios Business Process AddOns unter GPL freigegeben. Seither wird die Software als Open-Source-Projekt weitergeführt.